# قاعدة روثيرا للأبحاث

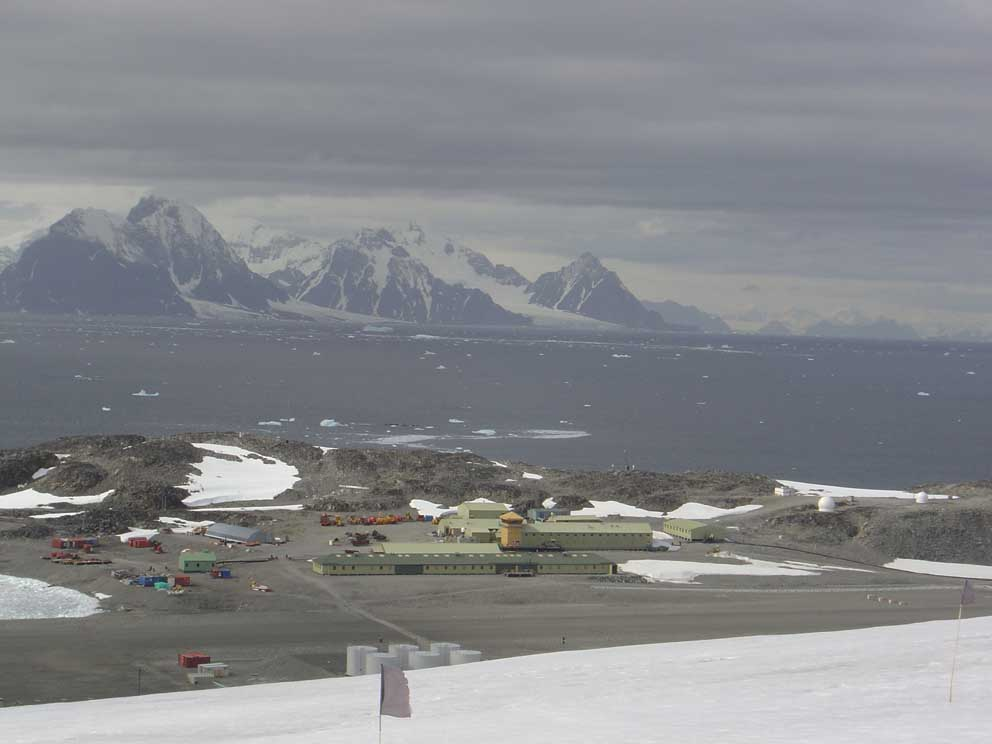
القاعدة في الصيف

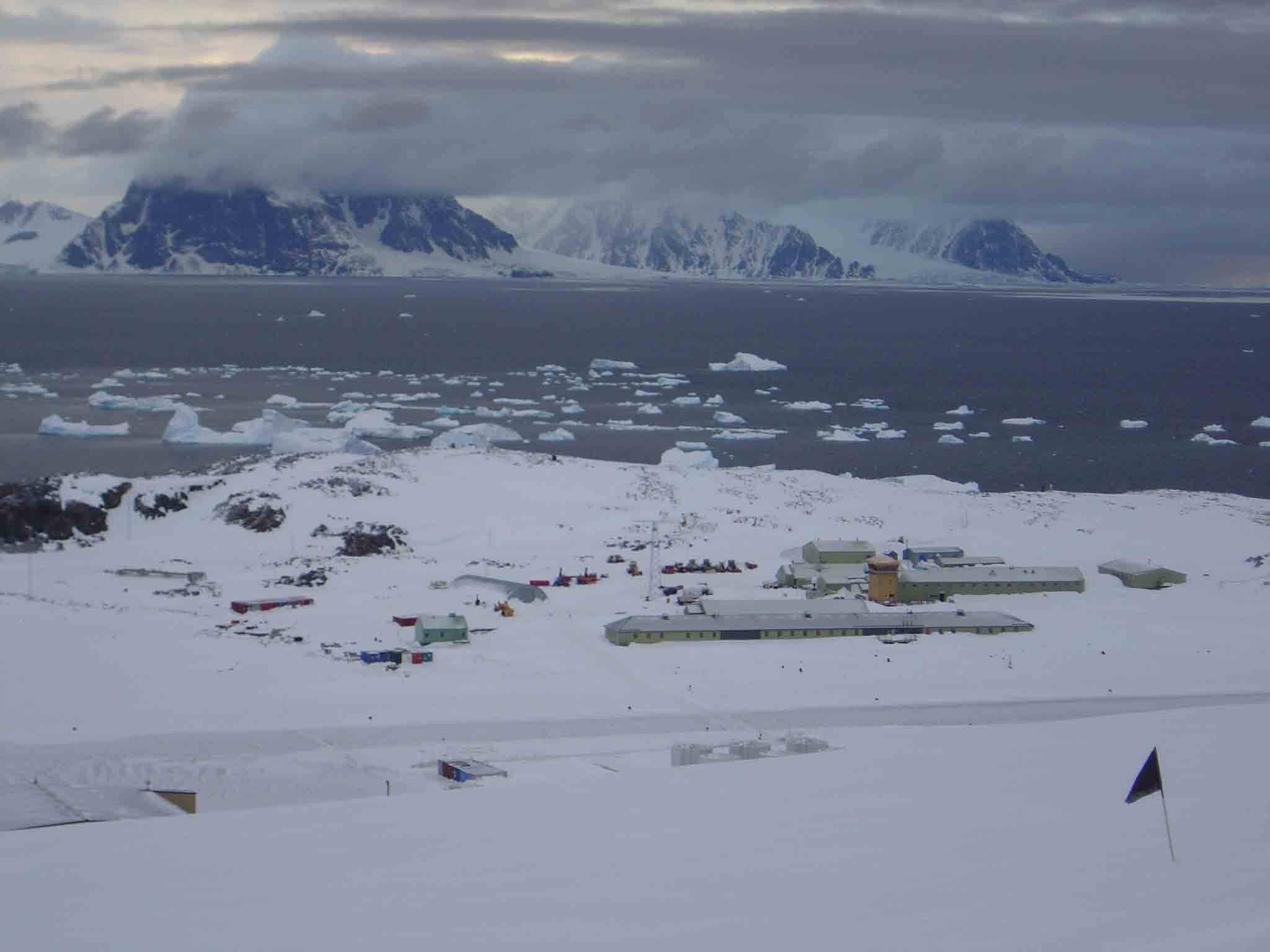
قاعدة روثيرا من جهة ريبنايل ريدج بعد تراكم الثلوج في تشرين الثاني/نوفمبر 2003.

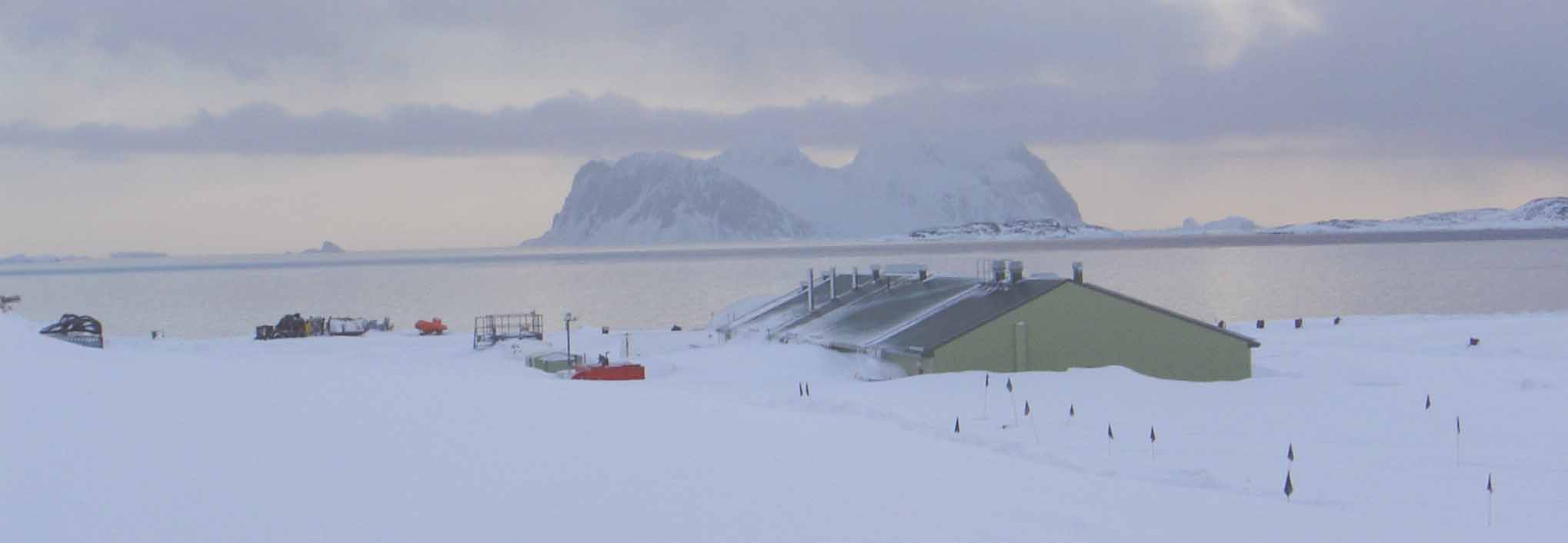
مختبر بونر الجديد في قاعدة روثيرا في تشرين الثاني / نوفمبر 2003.

قاعدة روثيرا محطة للبحوث هي محطة بريطانية لمسح القطب الجنوبي موقعها في شبه جزيرة أنتاركتيك، تقع في روثيرا بوينت في جزيرة أديلايد. وهي أيضا بمثابة عاصمة إقليم أنتاركتيكا البريطاني التابع لأقاليم ما وراء البحار البريطانية.

## المناخ
كونها تقع إلى الجنوب من الدائرة القطبية الجنوبية فطقسها بارد على مدار السنة مع درجات الحرارة في الصيف بالكاد تعلوا عن درجة التجميد.

## تاريخ والأنشطة الحالية
أنشئت قاعدة روثيرا في عام 1975 إلى كبديل لمحطة أديلايد (1961-1977) بعد تدهور حالة السكاي واي. 
يعتبر افتتاح مختبر بونر في 1996/1997 بداية لأنشطة جديدة في العلوم البيولوجية في شبه الجزيرة القطبية الجنوبية. وشملت هذه انشطة  الغوص وتجارب أخرى، مثل الأرصاد الجوية وتحليل صور الاقمار الاصطناعية تجرى على مدار العام. في شتاء عام 2001 احترق مختبز بونر بسبب مس كهربائي؛ فأعيد بناؤه وافتتح في ديسمبر/كانون الأول 2003.
تتركز الأعمال الميدانية في أشهر الصيف من تشرين الثاني/نوفمبر حتى آذار/مارس. يستعمل الباحثون الزلاجات الثلجية  للتنقل أربعة أشهر في السنة، ويتم التواصل معهم بشكل يومي عن طريق اتصالات التردد العالية (HF) كما يتم توفير الامدادات عن طريق الجو عند الضرورة.
تعمل المحطة على مدار السنة مع عدد سكان يصل إلى 130 في فترة الصيف وإلى 22 في فصل الشتاء.

### علم الصواريخ
في عام 1998، أطلق 26 صاروخ السبر من نوع «فايبر» من محطة البحوث  ليصلوا إلى ارتفاع 100 كيلومتر (60 ميل).

## المباني في روثيرا
تطورت روثيرا من قاعدة صغيرة (في أول الشتاء ضمت أربعة أشخاص فقط) إلى مجمع كبير على ما هي عليه اليوم. كما هو الحال في كل مكان في القارة القطبية الجنوبية، المباني بحاجة إلى إصلاح دائم، وفي نهاية المطاف التجديد تآخذ البيئة الجوية القاسية مأخذها. على الرغم من أن بعض المباني جديدة، ما زالت المباني القديمة صالحة للعمل، وفي كثير من الأحيان تخضع للعديد من الاستخدامات المختلفة.

### مبنى برانزفيلد هاوس
أعيد بناء مبنى برانزفيلد هاوس من مخلفات المبنى الاصلي. المبنى هو محور القاعدة اذ يحتوي على اقسام المعيشة (غرفة الطعام، بار، مكتبة وغرف التلفزيون). كما أن تحوي الععد الأكبر من الغرف الغير بحثية كمكاتب الكمبيوتر، مرافق الاتصالات، مرافق الأرصاد الجوية، مخزن المواد الغذائية المجففة والمطبخ. كما يحتوي المبنى على غرف النوم الجماعية لأربعة أشخاص في كل غرفة. وكانت هذه غرف النوم الاساسية حتى عام 2001 عندما شيد مبنى ادميرال. هناك ممر يربط المبنى بالمرآب وفي الطرف الآخر برج العمليات الذي يستخدم أثناء عمليات الطيران. يستخدم عملية التناضح العكسي لانتاج المياه العذبة بدلا من الطزيقة الاقدم التي كانت تعتمد إذابة الثلوج. حاليا، يتم تشييد مبنى برانسفيلد جديد يبعد 300 متر (980 قدم).

### ادميرال هاوس
شيد مبنى ادميرال هاوس على مدى موسمين (1999/2000 و 2000/2001). وهو مصنوع من الوحدات الجاهزة من سركة توب هاوسنغ السويدية. يحتوي المبنى على 44 غرفة لاقامة شخصين في الغرفة الواحدة مع دش ومرحاض مرفق. يحتوي المبنى على مرافق الغسيل وغرف التسخين. 

### مختبر بونر

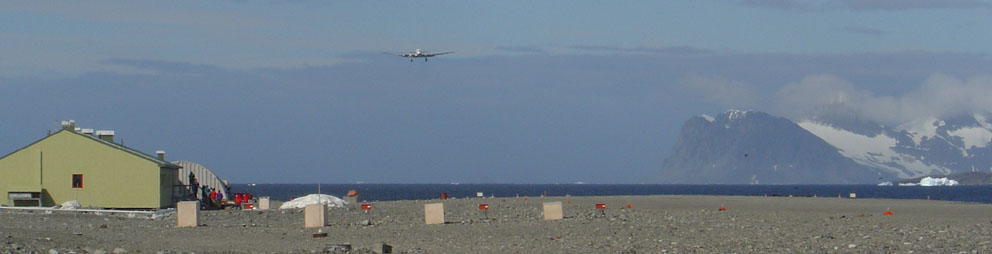
مختبر بونر وحظيرة القوارب في روثيرا.

تم تشيد مختبر بونر مرتين، المرة الأولى في موسم 1996/1997. دمر المبنى بسبب حريق حدث في شتاء عام 2001 ناجم عن خلل كهربائي. لم يصب أحد بأذى. ثم أعيد بناؤه في مواسم 2002/2003 وفتح في موسم 2003-2004. يعتبر مختبر بونرمن احدث المرافق لابحاث الاحياء الأرضية و البحرية. يبقي مرفق الغوص المزود بقاعة ضغط قاعة وحمام احترار وضواغط الغواص بأمان طوال العام. هناك ثلاثة مختبرات جافة ومختبر الرطب، حوض للاسماك، مكتبة، غرفة مجهر ومطبخ صغير. خلال فصل الشتاء، يستعمل هذا المرفق فزيق مؤلف من ضابط الغوص، عالم الأحياء الأرضية واثنين من علماء الأحياء البحرية. اما في فصل الصيف فيصل عدد المستخدمين إلى 30 عالم. سمي المختبر تيمنا بدبليو نايجل بونر رئيس قسم العلوم البيولوجية في القاعدة بين عامي 1953 و 1986 ونائب مدير بس من 1986 إلى 1988.

### فوكس هاوس
المعروف أيضا باسم متجر المطرقة، أو مبنى المرحلة الرابعة. شيد في 1978/79, ويضم في الأصل مكاتب العلوم، الغرفة الباردة ومخزن السفر. وتستخدم الآن كمتجر السفر ومخزن الزلاجات الذي يخزن كمية هائلة من ادوات تسلق الجبال ومعدات التخييم الضرورية للاستخدام في القارة القطبية الجنوبية. ويخرن المخزن البارد المؤلف من أربعة مجمدات تخزين كل المواد الغذائية المجمدة. سمي تيمنا بالسير فيفيان فوكس المدير من عام 1958 إلى عام 1973.

### جاينت هاوس
اقيم في موسم 1996/1997 كمحل اقامة مؤقت، فإنه يحتوي على ثماني غرف من أربعة أسرة ومرحاض مع دش. المبنى يستخدم فقط في فصل الصيف.

### سقيفة المولد، ورشة شيبي وبينغهام هاوس
كان بينغهام هاوس في الأصل في قاعدة جزيرة اديلايد، لهذا، هو أقدم مبنى في الموقع. تم سحبهمن قاعدة تي في شتاء عام 1977. كان يستخدم للإقامة ولكنه الآن يستخدم في كمخزن. سمي تيمنا بدبليو بينغهام رئيس جراحي الفيدس من عام 1945 إلى 1947.
بالقرب منه تقع ورشة شيبي التي كانت في الأصلية  قاعدة روثيرا التي جري بناؤها في موسم 1976/1977. كانت تضم المطبخ ومرافق تناول الطعام. وكما يدل اسمها، أصبحت الآن ورشتي النجارة الكهرباء ومخزن ادواتهما.
تحتوى سقيفة المولد على ثلاث مولدات كهربائية ومرافقهم.

## وصلات خارجية
- الموقع الرسمي
- بس روثيرا محطة البحوث الصفحة نسخة محفوظة 8 يوليو 2015 على موقع واي باك مشين.
- بس خريطة نسخة محفوظة 8 أغسطس 2012 على موقع واي باك مشين.
- بس روثيرا محطة البحوث كاميرا ويب نسخة محفوظة 8 يوليو 2015 على موقع واي باك مشين.
- COMNAP القطب الجنوبي المرافق
- COMNAP القطب الجنوبي مرافق خريطة